# تریشا (هنرپیشه)
تریشا (انگلیسی: Trisha؛ زادهٔ ۴ مهٔ ۱۹۸۳) یک هنرپیشه اهل هند است. وی از سال ۱۹۹۹ میلادی تاکنون مشغول فعالیت بوده‌است.
او در فیلم ترش و شیرین بازی کرده‌است.

## فیلم‌شناسی
فهرست برخی از فیلم‌هایی که تریشا در آنها به ایفای نقش پرداخته‌است:
- ترش و شیرین
- از آسمان عبور خواهم کرد
- سه نقطه
- سرباز
- کلمات زنان
- او
- ریسک پذیر
- قدرت
- بازی فریب
- ماه کامل
- بین من و تو
- اوباش
- ۹۶
- اگر می‌خواهید بیایید، من امتناع می‌کنم
- زوج
- اگر مرا می‌شناسی
- شش
- موج
- من ۲۰ ساله، تو ۱۸ ساله
- پونیین سلوان: قسمت اول
- به آرامی، به آرامی
- پونیین سلوان: قسمت دوم
- جنگل‌های بی‌خوابی
- باران
- چه جادویی کردی؟
- لئو
- آبهی و من
- شورش گاوهای نر
- کاخ ۲
- بهیما
- زمین